# Planta de energía nuclear Saxton

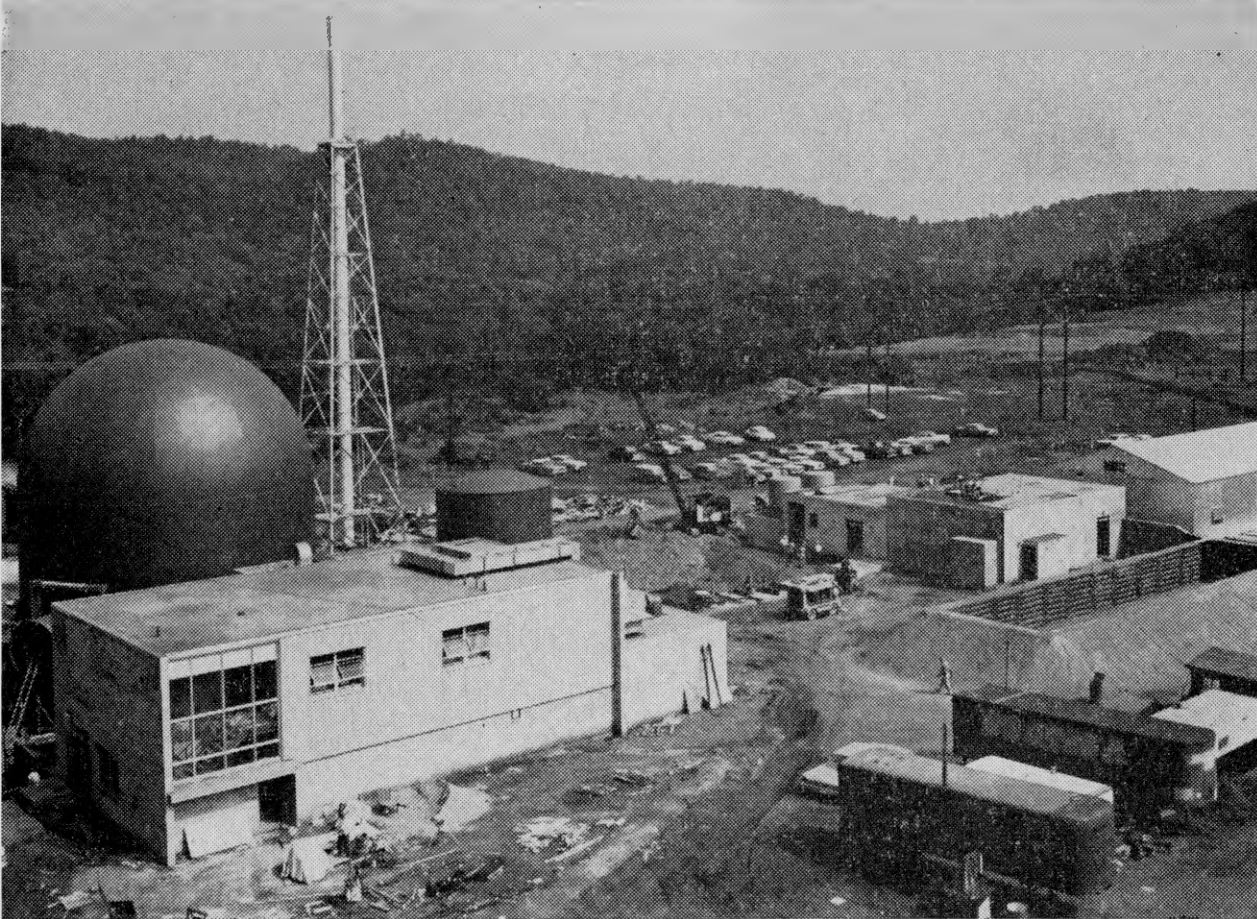
Planta de energía nuclear Saxton en 1962

La Saxton nuclear facility, situada en el Condado de Bedford, Pensilvania empezó a funcionar en noviembre de 1961 y cerró en mayo de 1972. Tenía una potencia neta de salida de 23,5 MW térmicos, y sus finalidades fueron básicamente la investigación de varios aspectos de la tecnología del reactor nuclear y la formación del personal. Los propietarios y operadores eran Saxton Nuclear Experimental Corp (SNEC) y GPU Nuclear. La planta ha sido desinstalada y, en noviembre de 2005 la NRC entregó el emplazamiento para un uso sin restricciones.